# Suzuki Across (XA50)
Suzuki Across ― гібридний середньорозмірний кросовер, що випускається з 2020 року компанією Suzuki.

## Історія

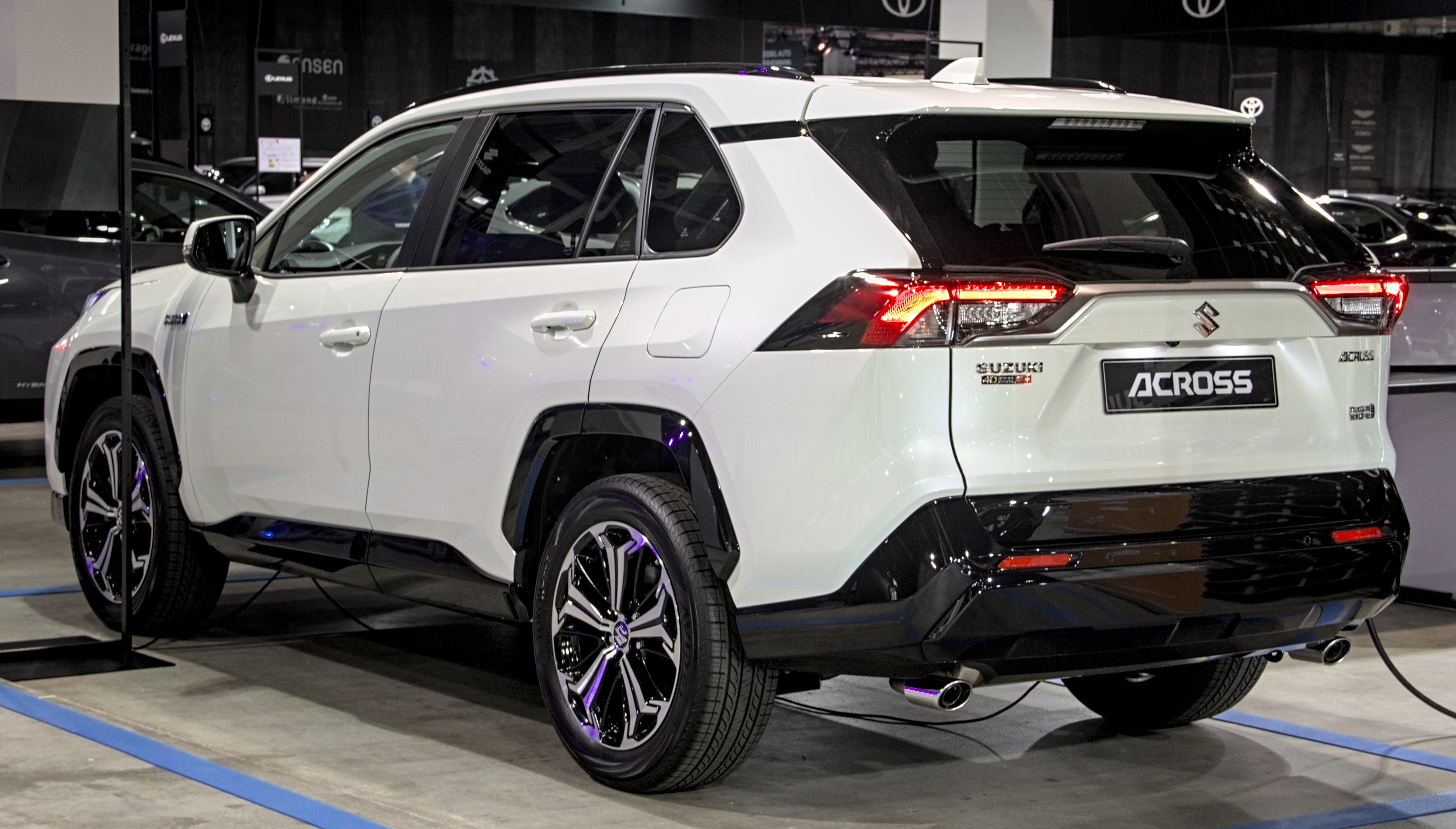

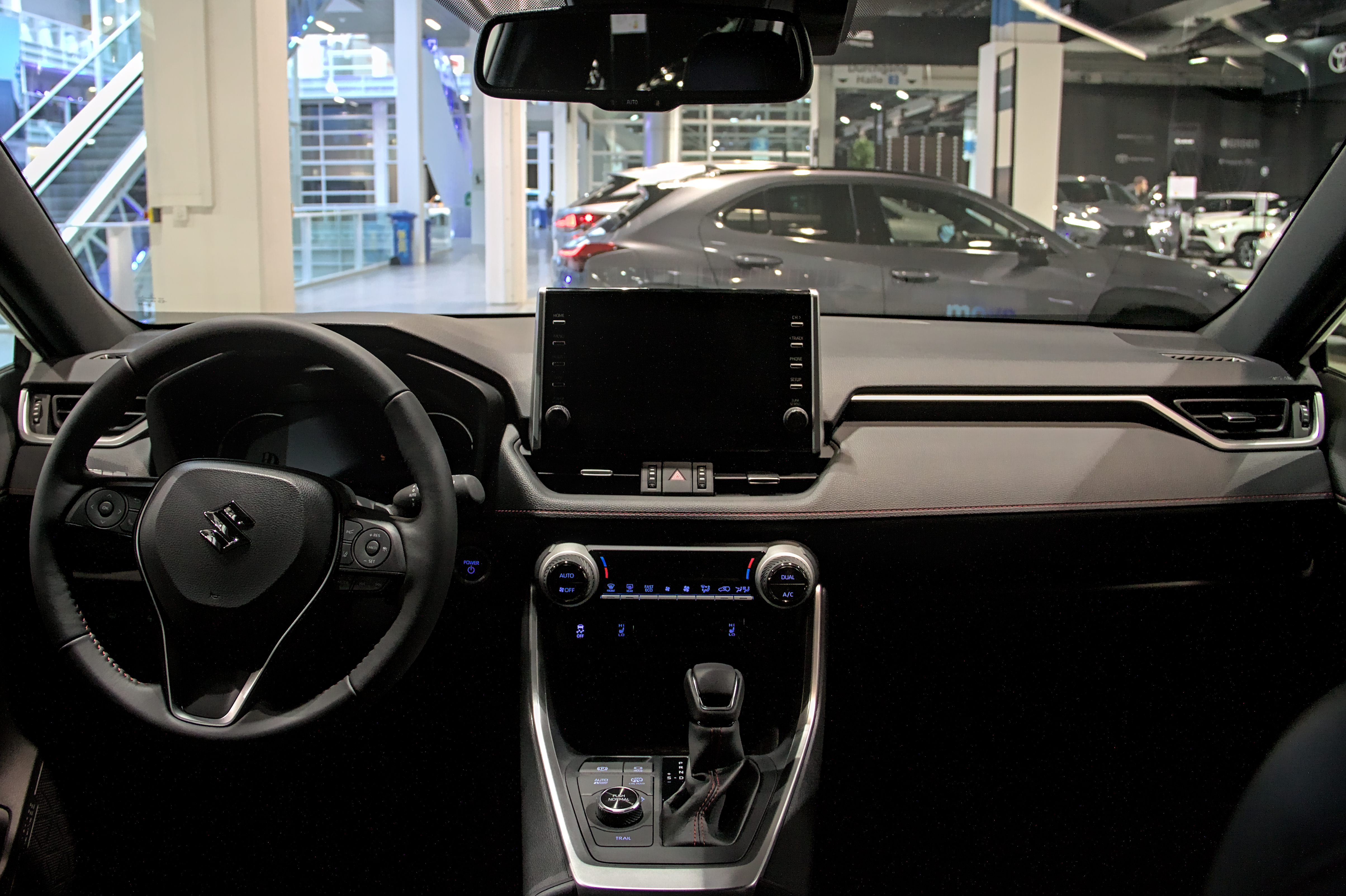

Suzuki Across вперше було представлено на початку липня 2020 року. Восени 2020 року автомобіль надійшов у продаж у Європі.
Базовою моделлю стала гібридна версія Toyota RAV4, представлена у листопаді 2019 року, але передня частина взята від китайської версії Toyota Wildlander. Співпраця між компаніями Toyota та Suzuki почалася в 2017 році.
Компанія Suzuki, у свою чергу, розробляє автомобілі для Індії та Африки, які так само продаються під брендом Toyota. У модельному ряду Across є найпотужнішою моделлю компанії Suzuki. Викиди вуглекислого газу 22 г/км за циклом WLTP.

## Двигун
2,5 л гібрид Toyota A25A-FXS 306 к. с. 227 Нм 